# Morpho polyphemus
Espèce
Morpho polyphemus est une espèce d'insectes lépidoptères (papillons) qui appartient à la famille des nymphalidés, sous-famille des Morphinae, à la tribu des Morphini et au genre Morpho.
Espèce originaire du Mexique et du Costa Rica.